# 塔洛杰潘奇纳德
塔洛杰潘奇纳德（Taloje Panchnad），是印度马哈拉施特拉邦赖加德县的一个城镇。总人口10858（2001年）。

## 人口
该地2001年总人口10858人，其中男性5903人，女性4955人；0—6岁人口1909人，其中男1014人，女895人；识字率67.77%，其中男性为73.45%，女性为60.99%。